# Bovenwindse Eilanden (Frans-Polynesië)
De Bovenwindse Eilanden (Frans: Îles du Vent), zijn de oostelijke eilandengroep van de Genootschapseilanden van Frans-Polynesië. De archipel vormen een bestuurlijke eenheid, een van de vijf bestuurlijke gebieden van Frans-Polynesië, en omvat Tahiti, Moorea, Mehetia, Tetiaroa en Maiao.
Tahiti, Moorea en Mehetia zijn hoge eilanden, van vulkanische oorsprong. Tetiaroa en Maiao zijn koraalatollen. De gezamenlijke oppervlakte van deze eilanden bedraagt 1176 km².
Op de eilanden woont 75 tot 80 procent van de bevolking van Frans-Polynesië. In 2002 waren dit 194.900 mensen, waarvan 26.200 in de hoofdstad Papeete. Het grootste deel van de bevolking spreekt Frans en Tahitiaans.
Het is een van de zes electorale districten voor de Assemblée van Frans-Polynesië.
Genootschapseilanden (Bovenwindse Eilanden · Benedenwindse Eilanden) · Tuamotu-Gambier (Gambiereilanden · Tuamotu) · Australeilanden · Marquesaseilanden
Bovenwindse Eilanden:
Maiao ·
Mehetia ·
Moorea ·
Tahiti ·
Tetiaroa
Benedenwindse Eilanden:
Bora Bora ·
Huahine ·
Manuae ·
Maupihaa ·
Maupiti ·
Motu One ·
Raiatea ·
Tahaa ·
Tupai